# BHP Group
Pour les articles homonymes, voir BHP.
BHP Group, anciennement BHP Billiton, est un producteur de fer, de diamants, d'uranium, de charbon, de pétrole et de bauxite. En 2006, elle est la plus grande entreprise minière du monde et est considérée, avec Anglo American et Rio Tinto, comme une entreprise minière intégrée verticalement. Elle possède des installations minières et de traitement dans 25 pays, employant 47 000 personnes.

## Histoire

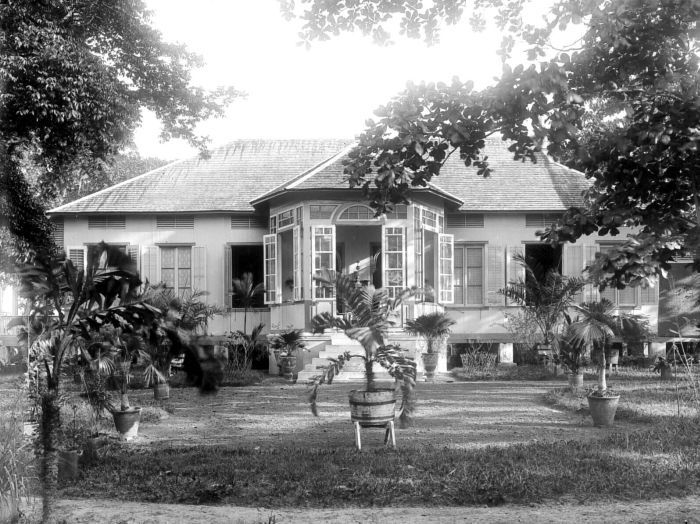
Résidence de l'administrateur de la Billiton Maatschappij à Manggar dans l'île de Belitung

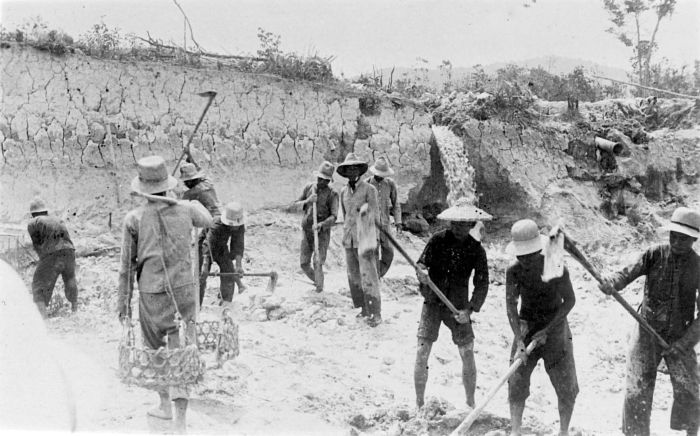
Travailleurs dans une mine d'étain à Bangka, l'île voisine de Belitung, en 1930

Broken Hill Proprietary Company, abrégé en BHP, est créé en 1885 par William Jamieson pour exploiter le gisement de Broken Hill en Nouvelle-Galles du Sud. En 1915, elle commence à produire de l'acier avec des usines situées principalement à Newcastle, toujours dans la Nouvelle-Galles du Sud. Elle devient la plus grande entreprise australienne.
Dans les années 1960, elle effectue des prospections pétrolières, découvrant des gisements dans le détroit de Bass. La production pétrolière prendra une place de plus en plus importante au fur et à mesure que les autres activités du groupe déclineront à la suite de l'ouverture économique de l'Australie. Par la suite, elle se diversifie en dehors de l'Australie. Elle subit un important revers avec la mine de cuivre Ok Tedi en Papouasie-Nouvelle-Guinée, car elle a perdu une poursuite judiciaire contre les aborigènes, qui réclamaient d'importantes compensations à la suite des impacts environnementaux.
La production sidérurgique était faite, à l'échelle des autres producteurs mondiaux, à petite échelle. BHP a réduit ses activités dans ce domaine tout au long des années 1990, pour finalement vendre les actifs restants au spin off OneSteel en 2000.

### Fusion entre BHP et Billiton
En 2001, l'australienne BHP fusionne avec la société minière néerlandaise Billiton International Metals (nommée d'après l'île indonésienne de Belitung, dont elle exploitait les mines d'étain), agissant principalement en Afrique du Sud, devenant ainsi le plus grand producteur minier au monde.
Leur fusion a mené à la création d'une coentreprise. Chacune est cotée sur au moins une bourse et possède un actionnariat séparé, mais elles sont toutes deux dirigées comme une seule entité (même conseil d'administration et même organisation décisionnelle). BHP possède environ 60 % des installations de traitement, l'autre partie le reste. Les décisions pour BHP sont prises à Melbourne, alors que les décisions pour Billiton sont faites à Londres.

### Post fusion
La partie laminage de la production sidérurgique est vendue à BHP Steel en 2002, en accord avec les termes de la fusion. BHP Steel se renomme Bluescope Steel à la fin de 2003.
En juin 2005, BHP Billiton acquiert amicalement la minière WMC Resources pour 7,3 milliards de dollars américains. Cette dernière possède un gisement de cuivre et d'uranium, Olympic Dam en Australie, ainsi que des gisements de nickel, de sables minéraux et de fertilisants. Au 30 juin 2005, elle affiche des ventes de 29,587 milliards USD, pour des profits nets de 6,398 milliards de dollars américains. Ce dernier montant est une augmentation de 90 % comparativement à l'année précédente à la suite de la hausse généralisée du prix des matières premières.
Entre 2007 et 2010, BHP Billiton tente sans succès d'acquérir Rio Tinto via une OPA de 66 milliards de dollars. Le gouvernement chinois aurait ciblé Rio Tinto pour bloquer la fusion, tenter d'acquérir la firme, et forcer des contrats plus avantageux en utilisant des plaintes antitrust, des piratages informatiques, espionnage industriel, des arrestations d'employés de Rio Tinto pour espionnage.
Le 21 janvier 2009, BHP Billiton a annoncé qu'elle réduira ses effectifs de 6 000 employés, soit environ 16 % de la taille de son personnel. La même année, BHP Billiton vend la mine de Ravensthorpe à First Quantum Minerals pour 340 millions de $.
En janvier 2010, BHP Billiton acquiert Athabasca Potash pour 320 millions de dollars. En août 2010, BHP Billiton lance une OPA de 40 milliards de dollars sur Potash Corporation of Saskatchewan. Le 3 novembre, le gouvernement canadien émet un rejet provisoire de l'OPA en vertu de la loi sur Investir au Canada. BHP retire ensuite son offre.
En juillet 2011, BHP Billiton acquiert Petrohawk Energy, entreprise spécialisée dans le gaz de schiste, pour 12,1 milliards de dollars.
En août 2014, BHP Billiton annonce la scission de ses activités d'aluminium, de manganèse et de nickel. Ses actifs scindés sont estimés avoir une valeur de 16 milliards de dollars, en plus des activités d'aluminium, de manganèse et de nickel, BHP Billiton devrait se séparer de ses activités de charbon en Afrique du Sud et de charbon métallurgique en Australie, ainsi que la mine de Cannington qui produit de l'argent, du plomb et du zinc. La nouvelle société devrait être appelée South32 et est implantée à Perth en Australie,.
Le 5 novembre 2015, un barrage minier dans l'État du Minas Gerais, au Brésil, géré par Samarco, entreprise du groupe BHP Billiton, se rompt, libérant des dizaines de millions de mètres cubes de boues d'extraction, tuant au moins dix personnes (et quinze disparus) et ravageant sur 850 km tout l'écosystème du Rio Doce et ses environs. Cette catastrophe écologique, la plus importante au Brésil par son ampleur, est due à la négligence et au mauvais entretien des barrages par Samarco et BHP Billiton. L'impact écologique n'est à ce jour pas encore connu avec précision.
En mai 2017, BHP Billiton annonce son changement de nom en BHP Group, dans le but de marquer son ancrage australien.
En août 2021, BHP Group annonce la vente de ses activités dans les hydrocarbures à Woodside Petroleum pour 28 milliards de dollars américains en action, les actionnaires de BHP Group devenant ainsi actionnaires à 48 % de Woodside Petroleum.
En janvier 2022, les actionnaires de BHP Group approuvent la fin de la double cotation à Londres et Sydney pour ne garder qu'une seule cotation à Sydney.
Entre 2022 et 2023, BHP Group acquiert pour 6,4 milliards de dollars OZ Minerals, une entreprise minière spécialisée dans le cuivre et l'étain, après une première offre à 5,8 milliards de dollars,.

## Actionnaires
Liste des principaux actionnaires au 30 octobre 2019.
| Maple-Brown Abbott                                 | 8,01% |
| The Vanguard Group                                 | 2,81% |
| BlackRock Investment Management                    | 1,98% |
| Vanguard Investments Australia                     | 1,12% |
| Colonial First State Asset Management (Australia)  | 0,95% |
| Capital Research & Management (Global Investors)   | 0,95% |
| JPMorgan Asset Management                          | 0,74% |
| DWS Investments                                    | 0,73% |
| Commonwealth Superannuation(Investment Management) | 0,69% |
| Templeton Global Advisors                          | 0,67% |